# Angela Merkel
Angela Dorothea Merkel ( njemački izgovorⓘ ), rođena Kasner, (Hamburg, 17. srpnja 1954.) njemačka je političarka, prva njemačka predsjednica vlade (Bundeskanzlerin).

## Životopis

### Mladost i obrazovanje
Njezin otac Horst Kasner bio je luteranski svećenik rodom iz Berlina,  a majka Herlind (rođ. Jentzsch) učiteljica engleskog i latinskog jezika.
Odrasla je u bivšoj Njemačkoj Demokratskoj Republici (DDR). Ima brata Marcusa (rođenog 7 srpnja 1957) i sestru Irene (rođenu 19. kolovoza 1964.).
Godine 1978. diplomirala je fiziku u Leipzigu, te doktorirala 1986. godine u Berlinu. Sve do pada Berlinskog zida bila je vrlo aktivna u oporbi tadašnje države (DDR), pa je tako ujedinjenje Istočne i Zapadne Njemačke (1990.) dočekala na položaju glasnogovornice sad već bivše države.
Za vrijeme studija (1977.) udala se za godinu dana starijeg Ulricha Merkela. Od njega se rastavila 1982. godine, ali je zadržala njegovo prezime. Poslije rastave jedno će vrijeme živjeti sama, a potom će godinama živjeti u izvanbračnoj zajednici s kvantnim matematičarem Joachimom Sauerom koji je od nje pet godina stariji i iz prvog braka ima dva sina.

### Politička karijera
Nakon pada Berlinskog zida postaje članicom novonastale stranke Demokratski pokret. Na prvim i posljednjim demokratskim izborima u istočnoj Njemačkoj postaje glasnogovornicom istočnonjemačke vlade. Na prvim općim izborima nakon ujedinjenja dvije Njemačke u prosincu 1990. izbarana je za zastupnicu u Bundestagu. Njezina se stranka ujedinila sa zapadnonjemačkom Kršćansko-demokratskom unijom (CDU) te je postala ministrica za žene i mladež u vladi Helmuta Kohla. Koliko je povjerenje uživala kod Kohla rječito govori podatak da su je mediji godinama nazivali "Kohlovom djevojčicom". Zahvaljujući upravo svom mentoru Kohlu 1994. stala je na čelo ministarstva okoliša, zaštite prirode i sigurnosti nuklearnih reaktora.
Četiri godine kasnije (1998.), kada je Kohl poražen na izborima za Bundestag Merkel postaje glavna tajnica stranke, a iste godine stupa u brak s Joachimom Sauerom. Rejting stranke naglo pada 1999. zbog skandala oko nezakonitih donacija koje su uplaćivane na račun CDU-a. Kao odgovorna osoba označen je Helmut Kohl, tada na mjestu počasnog predsjednika stranke, ali on je odbio objelodaniti imena donatora. Posve neočekivano Merkel je potom objavila imena donatora i otvoreno pozvala stranku da se distancira od Kohla. No, Kohl se nije okomio na Angelu već je verbalno napao svog nasljednika na mjestu predsjednika CDU-a Wolfganga Schäublea. Došlo je do javne polemike koja je mjesecima potresala Njemačku. U konačnici i jedan i drugi su se dodatno iskompromitirali jer se doznalo da je Schäuble od lobista primio nedopuštenu donaciju od 100 tisuća njemačkih maraka. U takvoj situaciji Schäuble je morao odsupiti s mjesta predsjednika CDU-a, a na njegovo mjesto zasjela je Angela Merkel. Na novu dužnost izabrana je 10. travnja 2000. postavši tako prva žena na mjestu predsjednika CDU-a.
Ipak na parlamentarnim izborima 2002. nije dobila dovoljnu potporu unutar vlastite stranke, a niti potporu sestrinske stranke bavarske Kršćansko-socijalne unije (CSU) te se kao vođa oporbe nametnuo lider CSU-a Edmund Stoiber. U srazu sa socijaldemokratskim kandidatom i tadašnjim kancelarom Gerhardom Schröderom Stoiber je izgubio izbore, a Merkel se potom nametnula kao vođa oporbe. Na mjestu lidera oporbe zalagala se za reformu njemačkog gospodarstva i zakonodavstva kojim bi se poslodavcima omogućilo da lakše otpuštaju radnike te povećaju broj radnih sati u tjednu. Istovremeno zalagala se za smanjenje socijalnih prava, a sve u cilju povećanja konkurentnosti njemačkog gospodarstva. Tražila je i jačanje njemačko-američkih veza te je u proljeće 2003., unatoč suprotnom stavu javnosti, podržala američku invaziju na Irak nazivajući je neizbježnom te optužujući kancelara Schrödera za antiamerikanizam. To je izazvalo kritike s druge stranke te je Merkel etiketirana kao američka poslušnica. Kritizirala je Schröderovu vladu zbog podrške Turskoj da postane članica Europske unije te kao alternativu ponudila privilegirano partnerstvo.

### Njemačka kancelarka
Krajem svibnja 2005. koalicija CDU i CSU imenovala je Angelu Merkel za svog kandidata za kancelarsko mjesto na parlamentarnim izborima iste te godine 18. rujna. Koalicija kojoj je Merkel bila na čelu odnijela je tijesnu pobjedu osvojivši 35,3 % glasova dok je koalicija socijaldemokrata i zelenih dobila 34,2 % glasova. U prvi mah obje su koalicije proglasile pobjedu na izborima, a nakon tri tjedna pregovora dogovorena je velika koalicija CDU, CSU i SPD-a. Na mjesto kancelara Njemačke prvi put u povijest došla je žena, a zauzvrat SPD je dobio 8 od 16 ministarstva u novoj vladi. U svom prvom obraćanju javnosti s mjesta kancelara (30. studenog 2005.) objavila je kako su njezini glavni ciljevi unaprijeđenje njemačkog gospodarstva i smanjenje broja nezaposlenih. Nakon prvih sto dana provedenih na kancelarskom mjestu anketa je pokazala da Merkel ima najveći postotak potpore javnosti otkako se (od 1949.) takva anketa provodi.
Na parlamentarnim izborima 2009. godine izabrana je drugi puta za njemačku kancelarku pobijedivši sa svojim CDU-um SPD s kojim je do tada bila u tzv. velikoj koaliciji. Koalicijski partner u novoj Vladi su joj liberali FDP.
Obrazlažući Merkelin uspjeh i put do samog vrha njemačke politike analitičari ističu kako je Merkel znala iskoristiti činjenicu da je u političkoj orbiti ujedinjene Njemačke trebao biti netko iz istočne Njemačke, kako bi se naglasili integracijski procesi i briga za interese tih građana. Sretna je okolnost za nju bila da su se neki od političara koji su imali veće šanse postati Kohlovi bliski suradnici kompromitirali kada je otkriveno da su surađivali s ozloglašenom istočnonjemačkom tajnom službom Stasi.
U siječnju 2012. pod njenim vodstvom Njemačka je po prvi put u povijesti prodala državne obveznice s negativnim kamatama.
U više navrata je proglašavana najmoćnijom ženom svijeta.
Godine 2015. američki časopis Time izabrao je Angelu Merkel za osobu godine.

## Vanjske poveznice
Mrežna mjesta
- Angela Merkel  Arhivirana inačica izvorne stranice od 7. prosinca 2021. (Wayback Machine), osobno mrežno mjesto (njem.)
- Die Bundeskanzlerin  Arhivirana inačica izvorne stranice od 11. ožujka 2016. (Wayback Machine), službeno mrežno mjesto njemačkog kancelara (njem.)
- Feljton: nepoznati život Angele Merkel, ulomci iz knjige Stefana Korneliusa, Nacional, 870/2014.